# Oktoberbarn
Oktoberbarn (ryska: Октября́та, oktjabrjata, lyssna (fil)) var en kommunistisk ungdomsorganisation i Sovjetunionen för barn i åldrarna sju till tio år. Syftet var att främja personkulten kring "farbror Lenin". Barn blev automatiskt medlemmar i grundskolans första klass genom att få en stjärna med ett porträtt av Lenin som barn.
För barn i åldrarna elva till femton år fanns istället Sovjetunionens unga pionjärer, och för ungdomar från 14 upp till 28 år fanns ungdomsförbundet Komsomol.